# Iate Tênis Clube
O Iate Tênis Clube é um clube recreativo localizado na orla da Lagoa da Pampulha, em Belo Horizonte. Seu edifício foi projetado pelo arquiteto Oscar Niemeyer no começo da década de 1940, integrando o Conjunto Arquitetônico da Pampulha, reconhecido pela Unesco como Património Mundial desde 2016.

## Criação
O Iate Tênis Clube, inicialmente chamado de "Iate Golfe Clube", é um dos quatro edifícios projetados por Oscar Niemeyer por encomenda de Juscelino Kubitschek, então prefeito da capital mineira, no início da década de 1940, quando da criação da barragem que formou a Lagoa da Pampulha. Trata-se de um clube recreativo ainda em operação.
O destaque arquitetônico do clube é uma edificação que possui, na parte superior, o Salão Portinari, assim nomeado em homenagem a Candido Portinari, autor de um dos painéis pintados no local. A parte de baixo da edificação é um abrigo para barcos. As áreas externas do clube têm jardins que foram projetados pelo paisagista Roberto Burle Marx.
Na década de 1970, o clube construiu um anexo com salão de festas e sala de ginástica. O projeto não foi elaborado por Oscar Niemeyer, arquiteto original do conjunto, e tem estilo que destoa do restante do conjunto.

## Patrimônio da humanidade

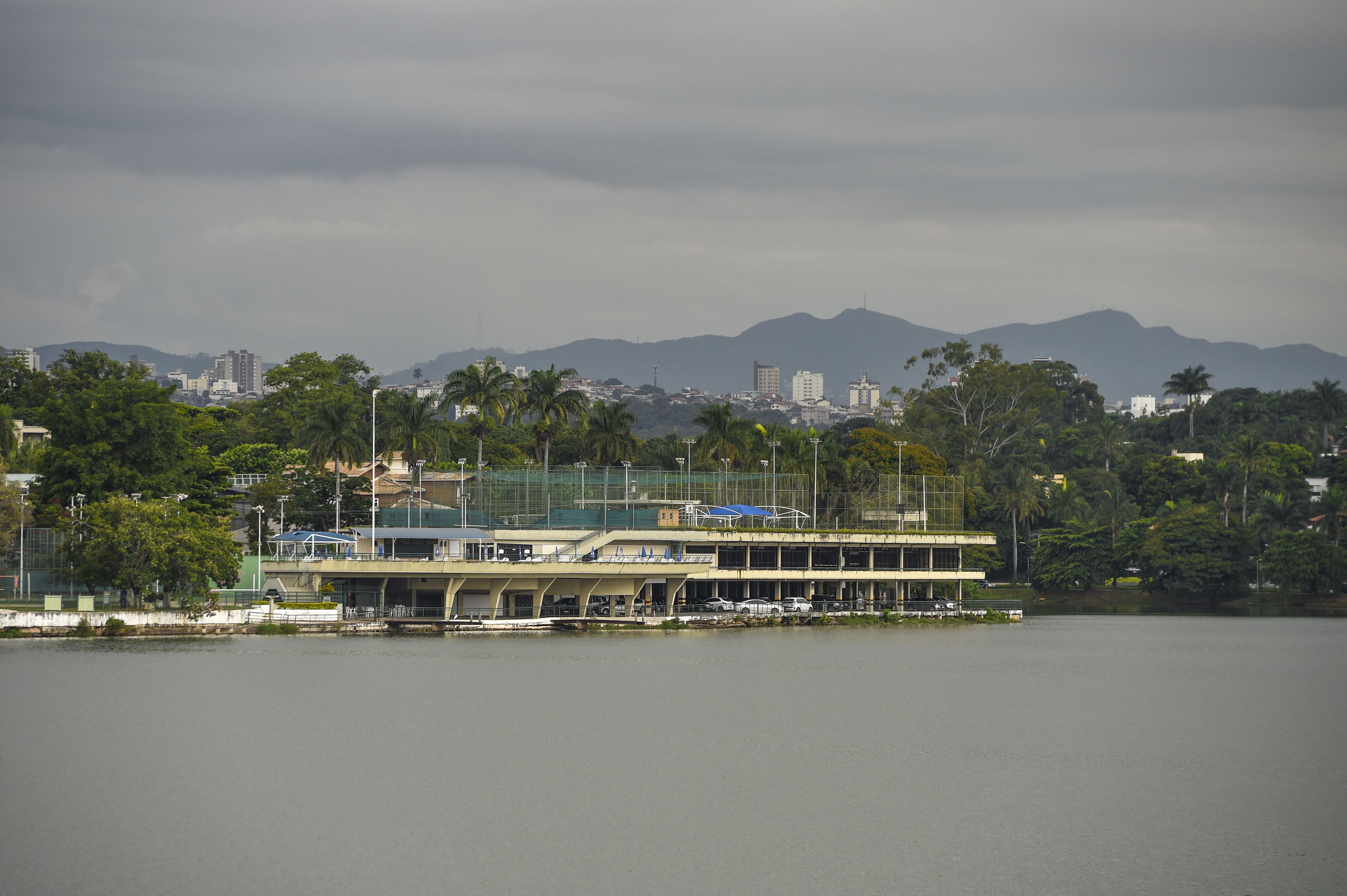
Anexo do Iate Tênis Clube, construído em terreno invadido pertencente à Prefeitura de Belo Horizonte.

Em 2016, o Conjunto Arquitetônico da Pampulha foi declarado patrimônio cultural da humanidade pela Organização das Nações Unidas para a Educação, a Ciência e a Cultura (UNESCO). A parte original do clube integra o conjunto, mas a Unesco fez ressalvas quanto à existência do anexo, que foi construído de forma irregular em parte de terreno de propriedade do município de Belo Horizonte e invadida pelo clube. Por ter obstruído a visão do clube a partir da Igreja da Pampulha, prejudicando a relação visual entre os edifícios do conjunto arquitetônico, sua demolição com reconstituição paisagística foi condição dada pela Unesco para concessão da declaração de Patrimônio Mundial.

A Prefeitura de Belo Horizonte abriu, em 2019, pedido de reintegração de posse da área invadida para demolição do anexo e recomposição paisagística da área, conforme solicitado pela Unesco, e aguarda decisão judicial.